# Turkmensk häst
Den turkmenska hästen var en hästras från Turkmenistan som numera är utdöd, även om vissa hästar som föds upp i samma område fortfarande kallas turkmenska hästar. Den orientaliska hästrasen Achaltekeer är en direkt ättling till den turkmenska hästen och har samma exteriör och egenskaper. Trots att sporten inte är stor i området så föds dagens turkmenska hästar upp för att delta inom galoppsporten vilket de visar stor talang för. 

## Historia
De turkmenska hästarna har funnits i området runt Turkmenistan sedan antiken. De gavs ofta bort som gåvor till kungligheter och högt uppsatta män. En hel del turkmenska hästar togs även till Europa med handelsresande. Speciellt många hästar exporterades till England där de bland annat låg i grunden till det prestigefyllda engelska fullblodet. 
Rasen är idag utdöd, till stor del på grund av krig och minskad efterfrågan på rasen. Även utavel i Akhal-tekéhästar har bidragit till att den turkmenska hästen har försvunnit. Det avlas dock fortfarande hästar i området som kallas Turkmenska hästar. Dessa hästar har ofta fått dålig kritik för sitt smala, vinthundsliknande utseende, men de turkmenska hästarna har en stor härdighet och uthållighet. Detta beror bland annat på den tradition som uppfödarna följer i sin avel. Ston får gå halvvilda och både leta efter föda själva, samt klara sig undan från rovdjur. Denna lite extrema metod har dock lett till att de starkaste har överlevt och gett en bra grundstam till de turkmenska hästarna. 

## Karaktär
De turkmenska folken hade ett speciellt sätt att avla fram dessa hästar, ett sätt som används än idag. Stona får gå i halvvilda flockar där de själva får hitta vatten och mat och fly från rovdjur. Hingstfölen fångas in när de är 6 månader gamla och rids in vid ca 2 års ålder vilket är ovanligt tidigt. Normal ålder för att rida in hästar är ca 3-4 års ålder. De flesta hästar tränades inom galoppsporten. De hästar som lever i fångenskap föds ofta upp med en proteinrik diet på korn, kokt kyckling, russin, alfalfa och lammfett. En del hästar får även kycklingkött, även om en häst egentligen inte är köttätare. Hästarna får ofta gå med filtar även under de hetaste dagarna så att de ska svettas. Det får inte finnas ett enda gram överflödigt fett på den slanka kroppen. 
Likt dagens turkmenska hästar var de gamla riktigt slanka, med långa ben och lång smal hals. Men trots det lite veka utseendet var hästen stark, snabb och otroligt uthållig. De var älskade för sitt jämna och lugna temperament. 